# Петер Гельдернский
Петер Гельдернский (нем. Peter Bastard von Geldern; 1513, Граве — 12 февраля 1566, Кампен) — гауптман ландскнехтов, внебрачный сын герцога Гельдерна Карла Эгмонта.

## Биография
Петер Гельдернский был внебрачным ребёнком герцога Гельдерна Карла Эгмонда, матерью могла быть Мария ван Зейдерштейн из Граве или Гельдерна, от которой у правителя также была дочь Анна Гельдернская Сводным братом Петера был Карл Гельдернский, капитан наёмников и лагерный маршал на службе у Гельдерна, Габсбургов, Франции и Данцига.
Весной 1534 г. предложил свою службу ландграфу Гессена Филиппу.
В 1535 г. командовал ротой ландскнехтов (Fähnlein) на службе графа Ольденбурга Христофа в Графской распре.
После неудачной осады Хальмстада капитаны Маркс Мейер, Мишель Блек, Петер Гельдернский и Йорген Кок отвели свои войска в Хельсингборг. В ходе битвы при Хельсенборге 14 января 1535 г. после измены датского рейхсмаршала Тиге Краббе Петер Гельдернский вместе с Маркусом Мейером и Михаэлем Блоком был пленён. Петеру удалось сбежать из-под стражи имперского советника Хольгера Грегерсена Ульфштанда в замке Хекеберга в Скании, спустившись на веревке через окно на разорванном листе..
Был свидетелем на свадьбе внучки Карла Эгмонта Елизаветы фон Бюрен и сеньора Берга Крахта ван Кампхёйзена
В 1537/38 гг. упоминается как штатгальтер Тила. В 1538 г. Карл фон Эгмонд умер, душеприказчики граф Юст фон Бронкхорст-Боркуло, граф Кристоф фон Мёрс и Саар Верден и Крыс Зегер ван Арнем через год дали Петеру и его сводному брату Адольфу равную долю десятины в Грот-Дриэле (ынешний Маасдриэль), который ранее принадлежал ректору церкви Святого Сальватора в Утрехте. Адольф продал свою долю в 1544 г.

### На английской службе
Находился на службе у Генриха VIII Английского в 1545/46 г. До весны 1545 г. он дважды был в Англии и пообещал Генриху VIII набрать 2000 человек в Германии для службы против Франции. В марте 1545 года Генрих VIII написал письмо с просьбой предоставить ещё 1000 солдат и 1000 моряков.
Требуемого размера удалось достичь в июне за счёт собранной в Ольденбурге и Мекленбурге и бывшей в полевом лагере между Бюхеном и Далльдорфом в герцогстве Саксен-Лауэнбург армии мекленбургского герцога Альбрехта VII, который раздумал нападать на шведского короля Густава I Вазу.
Английский комиссар Джон Даймок должен был переправить 2 тыс. солдат в Кале на корабле через Бремен, Гамбург и Любек. После того, как якобы при посредничестве Дании первоначальное сопротивление герцогов Гольштейна и герцога Брауншвейг-Люнебурга Эрнста I было сломлено, в июле 1545 г. отряд был под Бременом и страдали от нехватки еды и денег. Даймок не хотел переправлять их, не желая выполнять финансовые требования наёмников. Петер пытался получить разрешение на проход от герцогства Клеве, желая переправить 1,2 тыс. солдат в Англию через испанские Нидерланды. Однако 14 или 15 июля 1545 г. несколько отрядов в Бремене были рассеяны кавалеристами архиепископа Кристофа фон Брауншвейг-Вольфенбюттеля, после чего мародерствовали в графствах Бентгейм и Текленбург.
Петеру Гельдернскому не удалось прибыть в Антверпен к июню, как он обещал Даймоку, ибо был задержан в Лингене графом Конрадом фон Теленбург-Шверин и был освобождён в обмен на обещание выплатить 2 тыс. ангелот за нанесённый его наёмниками ущерб. zu zahlen.
Граф Текленбургский отказался от своих притязаний, когда узнал, что Питер Бастард распоряжается средствами от имени английского короля. Петер столкнулся с враждебностью со стороны Джона Даймока, рядовых солдат, клерка Клауса Тапхорна (Николаса Тафорена) или имперского дипломата Корнелиуса Скеппера В письме королю наёмник опровергал выдвигаемые против него обвинения.
Летом 1545 года император Карл V запретил вербовку солдат для иностранных монархов в Германии. После этого сенат Гамбурга отказался переправлять солдат через свой порт, рекомендовав перебраться в Эмден. Президент Тайного совета Габсбургов Лойс де Шор пригрозил Петеру повешением за ненадлежащую вербовку.
В августе 1545 г. капитаны Фридрих фон Райффенберг, Годдерт (Годефрой) фон Бохольц цу Пеш, Эйтель Вольф фон Гуденберг и Петер Гельдернский планировали за 2 недели переправить войска для Генриха VIII из Кобленца и Сайне, где Рейффенберг владел замком, к Булони-сюр-Мер и Кале Ландграф Филипп I писал Генриху VIII, что герцог Брауншвейг-Люнебурга Генрих II за счёт французского финансирования пытался саботировать кампанию, чтобы эти люди поступили на службу к его племяннику Францу I
Весной 1546 г. Петер Гельдернский поссорился с пфальграфом Нойбурга Филиппом, получившим патент полковника от Генриха VIII. После примирения Филипп хотел принять его в Антверпене в апреле 1546 г. в качестве капитана отряда пехотинцев на службе у английского короля. В июле 1546 г. Петер числился в списке на получение английских выплат. Сводный брат Петра Карл Гельдернский примерно в то же время служил на стороне французского короля Франциска I.
После окончания войны и заключения 7 июня 1546 г. Ардрского договора между Англией и Францией Фридрих фон Рейфенберг и его войска поступили на службу к ландграфу Филиппу I, после его поражения в Шмалькальденской войне — на службе у французского короля Генриха II. Возможно, как и другие его офицеры, Петер Гельдернский был в его войске.

### Поздняя жизнь
В 1543–1557 годах Петер и Адольф Гельдернские были вынуждены вести судебные процессы по поводу права собственности на десятину в Грут-Дриэле из-за своих долгов. В 1543 году Петер Бастард фон Гельдерн уполномочил Яна Стенхаувера в Арнеме и его старшего брата Карла в 1544 году представлять его юридически. Петер Гельдернский получал денежную пенсию в 300 фунтов, приостановленную императором Карлом V. В 1557 году он подал иск против мэра Дриэля. В 1561 году он жил в Кампене, где ему принадлежал дом на Бургвале, который он продал своему соседу Ясперу ван Бреде (Бредаэлю) в 1565 году. В начале февраля 1566 года заболел в доме Вильгельма Гермера в Кампене, и через несколько дней умер. 13 февраля он был похоронен в могиле Гесена ван Вёрста в Бовенкерке в Кампене